# 沃谢勒莱凯努瓦
沃谢勒莱凯努瓦（法語：Vauchelles-les-Quesnoy，法語發音：[voʃɛl le kenwa]）是法国上法蘭西大區索姆省的一个市镇，属于阿布维尔区。

## 地理
沃谢勒莱凯努瓦（50°6'12"N, 1°53'22"E）面积6.14 平方千米，位于法国上法蘭西大區索姆省，该省份为法国北部沿海省份，北起加来海峡省和北部省，西接滨海塞纳省和大西洋英吉利海峡，南至瓦兹省，东临埃纳省。
与沃谢勒莱凯努瓦接壤的市镇（或旧市镇、城区）包括：阿布维尔、贝朗库尔、卡乌尔、埃帕涅-埃帕涅特、讷夫穆兰、圣里基耶。
沃谢勒莱凯努瓦的时区为UTC+01:00、UTC+02:00（夏令时）。

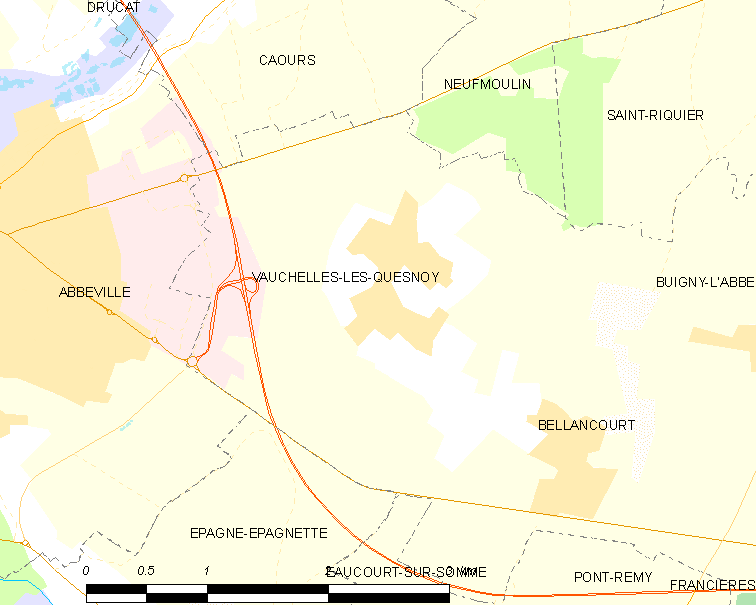
沃谢勒莱凯努瓦的OSM定位图

## 行政
沃谢勒莱凯努瓦的邮政编码为80132，INSEE市镇编码为80779。

## 政治
沃谢勒莱凯努瓦所属的省级选区为阿布维尔第一县。

## 人口

1962-2008年间沃谢勒莱凯努瓦人口变化图示

沃谢勒莱凯努瓦于2022年1月1日时的人口数量为809人。